# DU Большого Пса
DU Большого Пса (лат. DU Canis Majoris) — одиночная переменная звезда в созвездии Большого Пса на расстоянии (вычисленном из значения параллакса) приблизительно 3402 световых лет (около 1043 парсеков) от Солнца. Видимая звёздная величина звезды — от +11,6m до +10,4m.

## Характеристики
DU Большого Пса — красная пульсирующая полуправильная переменная звезда типа SRB (SRB) спектрального класса M6,5 или M7.